# Eleições legislativas de 2009 no Porto

## Resultados Oficiais
| Partido                 | Partido                        | Votos   | %               | +/-   |
| ----------------------- | ------------------------------ | ------- | --------------- | ----- |
|                         | Partido Socialista             | 53 813  | 36,13 / 100,00  | 8,18  |
|                         | Partido Social Democrata       | 46 012  | 30,89 / 100,00  | 4,91  |
|                         | CDS – Partido Popular          | 15 958  | 10,71 / 100,00  | 0,81  |
|                         | Bloco de Esquerda              | 15 168  | 10,18 / 100,00  | 1,76  |
|                         | Coligação Democrática Unitária | 11 163  | 7,50 / 100,00   | 0,39  |
|                         | Outros                         | 3 215   | 2,15 / 100,00   |       |
| Votos Inválidos         | Votos Inválidos                | 3 610   | 2,43 / 100,00   | 0,45  |
| Total                   | Total                          | 148 939 | 100,00 / 100,00 |       |
| Eleitorado/Participação | Eleitorado/Participação        | 231 538 | 64,33 / 100,00  | 3,51  |
| Fonte                   | Fonte                          | [ 1 ]   | [ 1 ]           | [ 1 ] |

## Resultados por Freguesia
Os resultados seguintes referem-se aos partidos que obtiveram mais de 1,00% dos votos:
| Freguesia       | %     | %     | %     | %     | %     | Votantes |
| Freguesia       | PS    | PSD   | CDS   | BE    | CDU   | Votantes |
| --------------- | ----- | ----- | ----- | ----- | ----- | -------- |
| Aldoar          | 39,96 | 28,42 | 9,88  | 10,60 | 6,31  | 7 955    |
| Bonfim          | 32,97 | 33,85 | 10,94 | 10,58 | 7,26  | 15 919   |
| Campanhã        | 45,63 | 21,34 | 7,52  | 10,44 | 10,58 | 20 617   |
| Cedofeita       | 30,25 | 36,91 | 11,46 | 10,60 | 6,32  | 14 947   |
| Foz do Douro    | 29,25 | 38,43 | 15,31 | 7,40  | 4,92  | 7 596    |
| Lordelo do Ouro | 36,62 | 30,12 | 11,98 | 9,32  | 7,45  | 12 441   |
| Massarelos      | 33,86 | 32,53 | 10,04 | 10,36 | 8,24  | 4 661    |
| Miragaia        | 46,78 | 19,08 | 6,32  | 10,97 | 12,08 | 1 614    |
| Nevogilde       | 16,36 | 48,73 | 24,67 | 4,10  | 1,67  | 3 466    |
| Paranhos        | 35,34 | 31,30 | 10,21 | 11,12 | 7,34  | 28 009   |
| Ramalde         | 35,67 | 31,42 | 11,43 | 10,02 | 6,83  | 20 822   |
| Santo Ildefonso | 34,84 | 32,62 | 9,59  | 10,74 | 7,28  | 5 726    |
| São Nicolau     | 45,51 | 20,07 | 4,85  | 13,90 | 11,25 | 1 360    |
| Sé              | 50,88 | 19,84 | 5,95  | 8,95  | 10,63 | 2 268    |
| Vitória         | 44,67 | 23,86 | 6,50  | 10,99 | 9,82  | 1 538    |
| Porto           | 36,13 | 30,89 | 10,71 | 10,18 | 7,50  | 148 939  |

#### Aldoar
| Partido                 | Partido                        | Votos  | %               | +/-  |
| ----------------------- | ------------------------------ | ------ | --------------- | ---- |
|                         | Partido Socialista             | 3 179  | 39,96 / 100,00  | 7,73 |
|                         | Partido Social Democrata       | 2 261  | 28,42 / 100,00  | 5,56 |
|                         | Bloco de Esquerda              | 843    | 10,60 / 100,00  | 1,43 |
|                         | CDS – Partido Popular          | 786    | 9,88 / 100,00   | 0,46 |
|                         | Coligação Democrática Unitária | 502    | 6,31 / 100,00   | 0,20 |
|                         | Outros                         | 173    | 2,18 / 100,00   |      |
| Votos Inválidos         | Votos Inválidos                | 211    | 2,66 / 100,00   | 0,69 |
| Total                   | Total                          | 7 955  | 100,00 / 100,00 |      |
| Eleitorado/Participação | Eleitorado/Participação        | 11 465 | 69,39 / 100,00  | 3,17 |

#### Bonfim
| Partido                 | Partido                        | Votos  | %               | +/-  |
| ----------------------- | ------------------------------ | ------ | --------------- | ---- |
|                         | Partido Social Democrata       | 5 388  | 33,85 / 100,00  | 3,73 |
|                         | Partido Socialista             | 5 248  | 32,97 / 100,00  | 7,63 |
|                         | CDS – Partido Popular          | 1 742  | 10,94 / 100,00  | 1,54 |
|                         | Bloco de Esquerda              | 1 685  | 10,58 / 100,00  | 1,91 |
|                         | Coligação Democrática Unitária | 1 155  | 7,26 / 100,00   | 0,23 |
|                         | Outros                         | 331    | 2,07 / 100,00   |      |
| Votos Inválidos         | Votos Inválidos                | 370    | 2,32 / 100,00   | 0,54 |
| Total                   | Total                          | 15 919 | 100,00 / 100,00 |      |
| Eleitorado/Participação | Eleitorado/Participação        | 24 973 | 63,74 / 100,00  | 3,50 |

#### Campanhã
| Partido                 | Partido                        | Votos  | %               | +/-  |
| ----------------------- | ------------------------------ | ------ | --------------- | ---- |
|                         | Partido Socialista             | 9 407  | 45,63 / 100,00  | 9,43 |
|                         | Partido Social Democrata       | 4 399  | 21,34 / 100,00  | 1,45 |
|                         | Coligação Democrática Unitária | 2 182  | 10,58 / 100,00  | 1,09 |
|                         | Bloco de Esquerda              | 2 153  | 10,44 / 100,00  | 3,23 |
|                         | CDS – Partido Popular          | 1 550  | 7,52 / 100,00   | 2,96 |
|                         | Outros                         | 412    | 2,01 / 100,00   |      |
| Votos Inválidos         | Votos Inválidos                | 514    | 2,50 / 100,00   | 0,35 |
| Total                   | Total                          | 20 617 | 100,00 / 100,00 |      |
| Eleitorado/Participação | Eleitorado/Participação        | 33 787 | 61,02 / 100,00  | 4,06 |

#### Cedofeita
| Partido                 | Partido                        | Votos  | %               | +/-     |
| ----------------------- | ------------------------------ | ------ | --------------- | ------- |
|                         | Partido Social Democrata       | 5 517  | 36,91 / 100,00  | 5,56    |
|                         | Partido Socialista             | 4 521  | 30,25 / 100,00  | 7,64    |
|                         | CDS – Partido Popular          | 1 713  | 11,46 / 100,00  | Estável |
|                         | Bloco de Esquerda              | 1 585  | 10,60 / 100,00  | 1,56    |
|                         | Coligação Democrática Unitária | 945    | 6,32 / 100,00   | 0,58    |
|                         | Outros                         | 291    | 1,95 / 100,00   |         |
| Votos Inválidos         | Votos Inválidos                | 375    | 2,51 / 100,00   | 0,83    |
| Total                   | Total                          | 14 947 | 100,00 / 100,00 |         |
| Eleitorado/Participação | Eleitorado/Participação        | 23 100 | 64,71 / 100,00  | 2,59    |

#### Foz do Douro
| Partido                 | Partido                        | Votos  | %               | +/-  |
| ----------------------- | ------------------------------ | ------ | --------------- | ---- |
|                         | Partido Social Democrata       | 2 919  | 38,43 / 100,00  | 8,79 |
|                         | Partido Socialista             | 2 222  | 29,25 / 100,00  | 7,55 |
|                         | CDS – Partido Popular          | 1 163  | 15,31 / 100,00  | 1,40 |
|                         | Bloco de Esquerda              | 562    | 7,40 / 100,00   | 0,04 |
|                         | Coligação Democrática Unitária | 374    | 4,92 / 100,00   | 0,08 |
|                         | Movimento Esperança Portugal   | 80     | 1,05 / 100,00   | Novo |
|                         | Outros                         | 90     | 1,19 / 100,00   |      |
| Votos Inválidos         | Votos Inválidos                | 186    | 2,45 / 100,00   | 0,88 |
| Total                   | Total                          | 7 596  | 100,00 / 100,00 |      |
| Eleitorado/Participação | Eleitorado/Participação        | 10 564 | 71,90 / 100,00  | 2,20 |

#### Lordelo do Ouro
| Partido                 | Partido                        | Votos  | %               | +/-  |
| ----------------------- | ------------------------------ | ------ | --------------- | ---- |
|                         | Partido Socialista             | 4 556  | 36,62 / 100,00  | 8,31 |
|                         | Partido Social Democrata       | 3 747  | 30,12 / 100,00  | 7,24 |
|                         | CDS – Partido Popular          | 1 490  | 11,98 / 100,00  | 0,98 |
|                         | Bloco de Esquerda              | 1 159  | 9,32 / 100,00   | 1,30 |
|                         | Coligação Democrática Unitária | 927    | 7,45 / 100,00   | 0,04 |
|                         | Outros                         | 272    | 2,17 / 100,00   |      |
| Votos Inválidos         | Votos Inválidos                | 290    | 2,33 / 100,00   | 0,34 |
| Total                   | Total                          | 12 441 | 100,00 / 100,00 |      |
| Eleitorado/Participação | Eleitorado/Participação        | 19 021 | 65,41 / 100,00  | 4,65 |

#### Massarelos
| Partido                 | Partido                        | Votos | %               | +/-  |
| ----------------------- | ------------------------------ | ----- | --------------- | ---- |
|                         | Partido Socialista             | 1 578 | 33,86 / 100,00  | 7,59 |
|                         | Partido Social Democrata       | 1 516 | 32,53 / 100,00  | 6,71 |
|                         | Bloco de Esquerda              | 483   | 10,36 / 100,00  | 0,76 |
|                         | CDS – Partido Popular          | 468   | 10,04 / 100,00  | 1,07 |
|                         | Coligação Democrática Unitária | 384   | 8,24 / 100,00   | 0,76 |
|                         | Outros                         | 101   | 2,16 / 100,00   |      |
| Votos Inválidos         | Votos Inválidos                | 131   | 2,81 / 100,00   | 0,16 |
| Total                   | Total                          | 4 661 | 100,00 / 100,00 |      |
| Eleitorado/Participação | Eleitorado/Participação        | 6 870 | 67,85 / 100,00  | 3,63 |

#### Miragaia
| Partido                 | Partido                        | Votos | %               | +/-  |
| ----------------------- | ------------------------------ | ----- | --------------- | ---- |
|                         | Partido Socialista             | 755   | 46,78 / 100,00  | 8,25 |
|                         | Partido Social Democrata       | 308   | 19,08 / 100,00  | 3,19 |
|                         | Coligação Democrática Unitária | 195   | 12,08 / 100,00  | 0,48 |
|                         | Bloco de Esquerda              | 177   | 10,97 / 100,00  | 1,59 |
|                         | CDS – Partido Popular          | 102   | 6,32 / 100,00   | 1,33 |
|                         | Outros                         | 42    | 2,60 / 100,00   |      |
| Votos Inválidos         | Votos Inválidos                | 35    | 2,17 / 100,00   | 0,49 |
| Total                   | Total                          | 1 614 | 100,00 / 100,00 |      |
| Eleitorado/Participação | Eleitorado/Participação        | 2 828 | 57,07 / 100,00  | 6,66 |

#### Nevogilde
| Partido                 | Partido                        | Votos | %               | +/-   |
| ----------------------- | ------------------------------ | ----- | --------------- | ----- |
|                         | Partido Social Democrata       | 1 689 | 48,73 / 100,00  | 13,06 |
|                         | CDS – Partido Popular          | 855   | 24,67 / 100,00  | 8,86  |
|                         | Partido Socialista             | 567   | 16,36 / 100,00  | 4,21  |
|                         | Bloco de Esquerda              | 142   | 4,10 / 100,00   | 0,45  |
|                         | Movimento Esperança Portugal   | 66    | 1,90 / 100,00   | Novo  |
|                         | Coligação Democrática Unitária | 58    | 1,67 / 100,00   | 0,21  |
|                         | Outros                         | 22    | 0,65 / 100,00   |       |
| Votos Inválidos         | Votos Inválidos                | 67    | 1,93 / 100,00   | 2,06  |
| Total                   | Total                          | 3 466 | 100,00 / 100,00 |       |
| Eleitorado/Participação | Eleitorado/Participação        | 4 849 | 71,48 / 100,00  | 3,55  |

#### Paranhos
| Partido                 | Partido                        | Votos  | %               | +/-  |
| ----------------------- | ------------------------------ | ------ | --------------- | ---- |
|                         | Partido Socialista             | 9 897  | 35,34 / 100,00  | 8,40 |
|                         | Partido Social Democrata       | 8 767  | 31,30 / 100,00  | 4,34 |
|                         | Bloco de Esquerda              | 3 116  | 11,12 / 100,00  | 1,87 |
|                         | CDS – Partido Popular          | 2 859  | 10,21 / 100,00  | 1,67 |
|                         | Coligação Democrática Unitária | 2 056  | 7,34 / 100,00   | 0,57 |
|                         | Outros                         | 608    | 2,16 / 100,00   |      |
| Votos Inválidos         | Votos Inválidos                | 706    | 2,52 / 100,00   | 0,67 |
| Total                   | Total                          | 28 009 | 100,00 / 100,00 |      |
| Eleitorado/Participação | Eleitorado/Participação        | 42 236 | 66,32 / 100,00  | 4,01 |

#### Ramalde
| Partido                 | Partido                        | Votos  | %               | +/-  |
| ----------------------- | ------------------------------ | ------ | --------------- | ---- |
|                         | Partido Socialista             | 7 428  | 35,67 / 100,00  | 7,67 |
|                         | Partido Social Democrata       | 6 543  | 31,42 / 100,00  | 5,51 |
|                         | CDS – Partido Popular          | 2 380  | 11,43 / 100,00  | 0,30 |
|                         | Bloco de Esquerda              | 2 087  | 10,02 / 100,00  | 1,48 |
|                         | Coligação Democrática Unitária | 1 423  | 6,83 / 100,00   | 0,07 |
|                         | Outros                         | 480    | 2,31 / 100,00   |      |
| Votos Inválidos         | Votos Inválidos                | 481    | 2,31 / 100,00   | 0,54 |
| Total                   | Total                          | 20 822 | 100,00 / 100,00 |      |
| Eleitorado/Participação | Eleitorado/Participação        | 32 128 | 64,81 / 100,00  | 3,20 |

#### Santo Ildefonso
| Partido                 | Partido                        | Votos  | %               | +/-  |
| ----------------------- | ------------------------------ | ------ | --------------- | ---- |
|                         | Partido Socialista             | 1 995  | 34,84 / 100,00  | 7,05 |
|                         | Partido Social Democrata       | 1 868  | 32,62 / 100,00  | 3,75 |
|                         | Bloco de Esquerda              | 615    | 10,74 / 100,00  | 1,04 |
|                         | CDS – Partido Popular          | 549    | 9,59 / 100,00   | 1,15 |
|                         | Coligação Democrática Unitária | 417    | 7,28 / 100,00   | 0,23 |
|                         | Outros                         | 137    | 2,39 / 100,00   |      |
| Votos Inválidos         | Votos Inválidos                | 145    | 2,53 / 100,00   | 0,31 |
| Total                   | Total                          | 5 726  | 100,00 / 100,00 |      |
| Eleitorado/Participação | Eleitorado/Participação        | 10 088 | 56,76 / 100,00  | 2,12 |

#### São Nicolau
| Partido                 | Partido                        | Votos | %               | +/-   |
| ----------------------- | ------------------------------ | ----- | --------------- | ----- |
|                         | Partido Socialista             | 619   | 45,51 / 100,00  | 11,48 |
|                         | Partido Social Democrata       | 273   | 20,07 / 100,00  | 2,12  |
|                         | Bloco de Esquerda              | 189   | 13,90 / 100,00  | 4,76  |
|                         | Coligação Democrática Unitária | 153   | 11,25 / 100,00  | 1,61  |
|                         | CDS – Partido Popular          | 66    | 4,85 / 100,00   | 1,88  |
|                         | PCTP/MRPP                      | 14    | 1,03 / 100,00   | 0,42  |
|                         | Outros                         | 21    | 1,54 / 100,00   |       |
| Votos Inválidos         | Votos Inválidos                | 25    | 1,84 / 100,00   | 0,09  |
| Total                   | Total                          | 1 360 | 100,00 / 100,00 |       |
| Eleitorado/Participação | Eleitorado/Participação        | 2 568 | 52,96 / 100,00  | 10,27 |

#### Sé
| Partido                 | Partido                        | Votos | %               | +/-  |
| ----------------------- | ------------------------------ | ----- | --------------- | ---- |
|                         | Partido Socialista             | 1 154 | 50,88 / 100,00  | 8,78 |
|                         | Partido Social Democrata       | 450   | 19,84 / 100,00  | 2,42 |
|                         | Coligação Democrática Unitária | 241   | 10,63 / 100,00  | 0,68 |
|                         | Bloco de Esquerda              | 203   | 8,95 / 100,00   | 3,10 |
|                         | CDS – Partido Popular          | 135   | 5,95 / 100,00   | 2,06 |
|                         | Outros                         | 39    | 1,72 / 100,00   |      |
| Votos Inválidos         | Votos Inválidos                | 46    | 2,03 / 100,00   | 0,07 |
| Total                   | Total                          | 2 268 | 100,00 / 100,00 |      |
| Eleitorado/Participação | Eleitorado/Participação        | 4 355 | 52,08 / 100,00  | 5,63 |

#### Vitória
| Partido                 | Partido                        | Votos | %               | +/-  |
| ----------------------- | ------------------------------ | ----- | --------------- | ---- |
|                         | Partido Socialista             | 687   | 44,67 / 100,00  | 6,70 |
|                         | Partido Social Democrata       | 367   | 23,86 / 100,00  | 1,45 |
|                         | Bloco de Esquerda              | 169   | 10,99 / 100,00  | 3,22 |
|                         | Coligação Democrática Unitária | 151   | 9,82 / 100,00   | 1,79 |
|                         | CDS – Partido Popular          | 100   | 6,50 / 100,00   | 1,00 |
|                         | Outros                         | 36    | 2,37 / 100,00   |      |
| Votos Inválidos         | Votos Inválidos                | 28    | 1,82 / 100,00   | 0,07 |
| Total                   | Total                          | 1 538 | 100,00 / 100,00 |      |
| Eleitorado/Participação | Eleitorado/Participação        | 2 706 | 56,84 / 100,00  | 3,76 |